# Grazer Athletiksport-Klub
Il Grazer Athletiksport-Klub, noto anche con la sigla GAK, é una società polisportiva austriaca con sede a Graz. Il club viene fondato il 18 agosto 1902 con il nome di Grazer Athletik-Sport Klub e storicamente comprende squadre di pallacanestro, tuffi e tennis, ma la squadra più nota è sicuramente quella calcistica, militante fino alla stagione 2006-2007 nella Bundesliga austriaca.
Molto sentita è la rivalità con i concittadini dello Sturm Graz.
Ad oggi è stata l'unica squadra di club che ha subito la sconfitta al silver goal.

## Storia
Nel marzo 2007 la squadra di fu penalizzata di 28 punti a causa di illeciti amministrativi che ne decretarono la retrocessione dalla Bundesliga. La società fallì e non ripartì neppure dalla Erste Liga, bensì dal campionato di Regionalliga.
Il 19 ottobre 2012 la società, presieduta da Benedikt Bittmann, ha dichiarato fallimento per la quarta volta nella sua storia. Il 30 ottobre dello stesso anno viene reso noto che la società non potrà far fronte ai debiti contratti, ammontanti a 150.000 euro. Il Grazer AK scompare così proprio nel corso del 110º anniversario di fondazione. L'ultima partita della sua storia è andata in scena il 27 ottobre 2012 contro il LASK Linz, una sconfitta casalinga per 2-6.
Il 2 maggio 2013 la dirigenza del Gratkorn ha annunciato il cambiamento di denominazione in GAK², dopo una "fusione" patrocinata, tra gli altri, dall'ex-presidente del Grazer AK, Bittmann. Tuttavia buona parte dei tifosi dei Roten Teufel hanno preso posizione contraria a questo nuovo GAK Quadrat, preferendo la squadra del Grazer Athletiksport-Club (GAC) che ha deciso di ripartire nel 2013-2014 dalla 1. Klasse, proponendosi come unico, legittimo successore del club originale.

## Palmarès

### Competizioni nazionali
- Campionato austriaco: 1

2003-2004
- Coppa d'Austria: 4

1980-1981, 1999-2000, 2001-2002, 2003-2004
- Supercoppa d'Austria: 2

2000, 2002
- Campionato amatoriale: 3

1929, 1932, 1933
- Erste Liga: 4

1974-1975, 1992-1993, 1994-1995, 2023-2024
- Fußball-Regionalliga: 2

2010-2011, 2018-2019

### Competizioni regionali
- Campionato della Stiria: 10

1922, 1924, 1926, 1927, 1928, 1929, 1930, 1931, 1932, 1933

### Competizioni internazionali
- Coppa Intertoto: 1

1978

### Altri piazzamenti
- Campionato amatoriale:

Finalista: 1931
- Campionato austriaco:

Secondo posto: 2002-2003, 2004-2005
Terzo posto: 1972-1973, 1981-1982, 1987-1988, 1997-1998, 1998-1999, 2000-2001, 2001-2002
- Coppa d'Austria:

Finalista: 1961-1962, 1967-1968
Semifinalista: 1981-1982, 1991-1992, 1993-1994, 1995-1996, 2004-2005, 2018-2019
- Supercoppa d'Austria:

Finalista: 2004

## Rosa 2024-2025
Aggiornata al 19 settembre 2024
| N. |                      | Ruolo | Calciatore              |
| -- | -------------------- | ----- | ----------------------- |
| 1  | Austria (bandiera)   | P     | Jakob Meierhofer        |
| 4  | Austria (bandiera)   | D     | Martin Kreuzriegler     |
| 5  | Germania (bandiera)  | D     | Petar Filipović         |
| 6  | Austria (bandiera)   | C     | Markus Rusek            |
| 7  | Austria (bandiera)   | C     | Murat Şatin             |
| 8  | Austria (bandiera)   | C     | Gabriel Zirngast        |
| 9  | Austria (bandiera)   | A     | Daniel Maderner         |
| 10 | Austria (bandiera)   | C     | Christian Lichtenberger |
| 11 | Slovenia (bandiera)  | C     | Tio Cipot               |
| 12 | Austria (bandiera)   | A     | Romeo Vučić             |
| 13 | Austria (bandiera)   | C     | Marco Perchtold         |
| 14 | Australia (bandiera) | D     | Jacob Italiano          |
| 15 | Austria (bandiera)   | D     | Lukas Graf              |
| 17 | Austria (bandiera)   | C     | Thomas Schiestl         |
| 18 | Giappone (bandiera)  | A     | Atsushi Zaizen          |

| N. |                                 | Ruolo | Calciatore           |
| -- | ------------------------------- | ----- | -------------------- |
| 19 | Austria (bandiera)              | D     | Marco Gantschnig     |
| 20 | Austria (bandiera)              | C     | Thorsten Schriebl    |
| 21 | Austria (bandiera)              | D     | Michael Lang         |
| 22 | Austria (bandiera)              | D     | Felix Holzhacker     |
| 23 | Austria (bandiera)              | D     | Moritz Eder          |
| 24 | Germania (bandiera)             | C     | Dennis Dressel       |
| 26 | Austria (bandiera)              | P     | Christoph Nicht      |
| 27 | Austria (bandiera)              | D     | Benjamin Rosenberger |
| 28 | Austria (bandiera)              | C     | Dominik Frieser      |
| 30 | Austria (bandiera)              | D     | Miloš Jovičić        |
| 31 | Bosnia ed Erzegovina (bandiera) | P     | Haris Mujanic        |
| 33 | Austria (bandiera)              | A     | Juri Kirchmayr       |
|    | Togo (bandiera)                 | D     | Sadik Fofana         |
| 99 | Camerun (bandiera)              | A     | Michael Cheukoua     |